# کین دتو
کیندَتو (به انگلیسی: Kindattu) یا کیندَدو (به انگلیسی: Ki-in-da-du) یکی از شاهان ایرانی در دورهٔ ایلام بود. 
نام کیندَتو در فهرست رسمی شاهان سیماشکی به عنوان جانشین لوراک لوهان یاد شده‌است و در نوشته‌های سده‌های بعد نام پدر وی را تن روهورَتیر نوشته‌اند. در نوشته‌های به دست آمده از میانرودان نام این شاه درست در سال پس از برافتادن حکومت شاهان اور، به عنوان دشمن شاهان ایسین که با آنان در حال نبرد بوده‌است، ثبت شده‌است. بنابراین او همان شاهی است که در سال ۲۰۰۶پ.م دودمان سوم اور را برانداخت و آخرین شاه اور را به اسارت به انشان برد. پیشتر، سقوط شوش به دست سپاهیان دودمان سوم اور در سال ۲۰۱۶پ.م را در زمان کیندَتو یا پدرش دانسته بودند. برخی نیز او را همان هوتران تمتی دانسته‌اند. 

## کتابشناسی
- قشقائی، حمیدرضا، گاهنمای ایلامیان، تهران، اوگان، ۱۳۹۰.
- کامرون، جرج، ایران در سپیده دم تاریخ، ترجمهٔ حسن انوشه، تهران، علمی و فرهنگی، ۱۳۷۲.
- مجیدزاده، یوسف، تاریخ و تمدن ایلام، تهران، مرکز نشر دانشگاهی، ۱۳۷۰.
- هینتس، والتر، دنیای گمشدهٔ ایلام، ترجمهٔ فیروز فیروزنیا، تهران، علمی و فرهنگی، ۱۳۷۱.
- Potts, D. T., The Archaeology of Elam, Cambridge University Press, 1999.
- The Cambridge Ancient History (CAH) vol. 1 part 2.
- Vallat , François. Elam: The History of Elam. Encyclopaedia Iranica , vol. VIII pp. 301-313. London/New York , 1998.